# 도스 명령어 목록
본 문서는 x86 도스 운영 체제에 쓰이는 명령어의 목록이다. 다른 도스 운영 체제는 이 목록의 범주에 속하지 않는다.
도스의 경우 수많은 표준 시스템 명령어들이 디스크의 파일 나열, 파일 이동 등의 공통 작업을 하기 위해 제공되었다. 일부 명령들은 명령 인터프리터에 내장되었고 다른 명령어들은 디스크에 외부 명령어로 존재하였다. 여러 도스 세대에 걸쳐 명령어들은 운영 체제의 추가 기능을 담당하기 위해 추가되었다. 현재의 마이크로소프트 윈도우 운영 체제에서 텍스트 모드 명령어 프롬프트 창인 cmd.exe는 여전히 사용이 가능하다.

## 도스 명령어

### APPEND
데이터 파일의 검색 경로를 보여주거나 설정한다.

### ASSIGN
디스크 조작 요청을 특정 드라이브에서 다른 드라이브로 연결시키는 명령어이다.

### BACKUP, RESTORE
외부 디스크로부터 파일들을 백업하고 복구하는 명령어가 존재한다. BACKUP, RESTORE는 버전 2에 처음 등장하여 PC DOS 5와 MS-DOS 6까지 계속되었다. 도스 6에서는 다른 위치로 파일 복원을 허용하는 상용 프로그램 CPBACKUP, MSBACKUP으로 대체되었다.

### CALL
CALL 명령어는 배치 파일과 실행 매개변수를 사용하여 하나의 배치 프로그램을 다른 배치 프로그램으로부터 불러온다.

### CHCP
사용 중인 코드 페이지를 콘솔 창에 보여주거나 변경한다.

### CLS
CLS는 화면 또는 콘솔창의 내용을 지우는 명령어이다.

### CTTY
입출력에 사용할 터미널 장치(이를테면 COM1)를 정의한다.

### DATE
시스템 시간을 보여주고 사용자로부터 새로운 날짜의 입력을 받는다.

### DEFRAG
드라이브의 단편화 제거를 수행하거나 파일의 단편화 정도를 분석한다. DR-DOS에서는 diskopt라는 이름으로 되어 있다.

### DELTREE
디렉터리와 디렉터리 안에 있는 모든 파일을 삭제한다.

### INTERSVR, INTERLINK
DR-DOS의 경우 filelink라는 이름으로 제공된다.

### JOIN
드라이브 문자열을 다른 드라이브의 지정된 디렉터리로 부착한다. 그 반대는 SUBST 명령을 통해 수행 가능하다.

### LOADFIX
최초 64K의 메모리 위에 프로그램을 적재하여 프로그램을 실행한다. MS-DOS/PC-DOS에만 포함되어 있다. DR-DOS는 memmax를 사용한다.

### MEM
메모리 사용률을 보여 준다. 프로그램의 크기, 상태, 사용 중인 메모리, 내장 드라이버를 보여줄 수 있다.

### MEMMAKER
버전 6을 기점으로 MS-DOS는 MemMaker라는 외부 프로그램을 포함하였는데, AUTOEXEC.BAT와 CONFIG.SYS 파일을 자동으로 구성함으로써 시스템의 여유 메모리를 늘려준다. 일반적으로 TSR 프로그램과 장치 드라이버는 상위 메모리로 이동시켜 준다.
MEMMAKER.EXE와 SIZER.EXE는 헬릭스 소프트웨어 컴퍼니에 의해 마이크로소프트가 개발하였고, MS DOS 7 / 윈도우 95를 시작으로 제거되었다.

### MODE
시스템 장치를 구성한다. 그래픽 모드 변경, 키보드 설정 수정, 코드 페이지 준비, 포트 리다이렉션 구성을 한다.

### PATH
실행 파일의 검색 경로를 설정하거나 보여준다.

### PAUSE
배치 프로그램의 처리를 일시 중단하고 "계속하려면 아무 키나 누르십시오..."라는 메시지를 보여준다.

### REM
주석 명령으로, 배치 파일 안에서 일반적으로 사용되며, DR-DOS, PC/MS-DOS 6 이상의 경우 CONFIG.SYS에서 사용된다.

### SET
환경 변수를 설정한다.

### SETVER
SetVer는 실행 중인 도스의 버전을 다른 값으로 반환시켜 주는 메모리 상주 프로그램이다.

### SORT
입력 데이터 스트림 내의 줄을 정렬하고 이들을 출력 데이터 스트림에 내보내는 필터이다. 유닉스 명령어 sort와 비슷하다. 최대 64k까지 파일을 다루며 언제나 대소문자를 구분하지는 않는다.

### TREE
지정된 드라이브의 각 디렉터리와 하위 디렉터리의 경로를 보여주는 외부 명령어이다.

### TRUENAME
TRUENAME 명령어는 파일, 디렉터리, 드라이브의 이름을 확장하여 그 결과를 보여준다.

### VERIFY
파일을 올바르게 디스크에 기록할지의 여부를 결정하는 기능을 켜거나 끈다. 매개변수가 지정되지 않으면 이 명령은 현재 설정을 보여준다.

## 같이 보기
- 분류:윈도우 명령어
- COMMAND.COM
- Cmd.exe
- 명령줄 인터페이스